# 静岡市立清水岡小学校
静岡市立清水岡小学校（しずおかしりつ しみずおかしょうがっこう）は、静岡県静岡市清水区神田町にある公立小学校。

## 沿革
- 1926年（大正15年）10月1日 - 開校[1]。
- 1941年（昭和16年）4月1日 - 「岡国民学校」と改称[1]。
- 1947年（昭和22年）4月1日 - 「清水市立岡小学校」と改称[1]。
- 1955年（昭和30年）11月1日 - 創立30周年記念式典挙行、校歌制定[1]。
- 1976年（昭和51年）9月26日 - 創立50周年記念式典挙行[1]。
- 1996年（平成8年）10月1日 - 開校70周年記念集会（航空写真撮影、記念植樹）[1]。
- 2003年（平成15年）4月1日 - 静岡市との合併に伴い、「静岡市立清水岡小学校」に改名[1]。
- 2006年（平成18年）11月 - 開校80周年記念集会（航空写真撮影）[1]。

## 教育方針

### 学校教育目標
自立・友愛

### 重点目標
輝く子　めあてを深め、共に学び合う子

## 通学区域
- 静岡市清水区
  - 青葉町、梅が岡、梅田町、大沢町、岡町、春日一丁目、春日二丁目、上二丁目、川原町、神田町、桜が丘町、下清水町、月見町、堂林一丁目、堂林二丁目、中矢部町、西高町及び南岡町[2]

## 進学先中学校
- 静岡市立清水第二中学校[3]

## 交通
- 静岡鉄道静岡清水線桜橋駅より徒歩19分（または1.6km）
- しずてつジャストライン港南線 桜ヶ丘バス停から徒歩1分